# Número de Identificación del Empleador
El Número de Identificación del Empleador (inglés: Employer Identification Number, siglas: EIN), también conocido como Número de Identificación Federal del Empleador (inglés: Federal Employer Identification Number, siglas: FEIN) o Número de Identificación para el Impuesto Federal (inglés: Federal Tax Identification Number, siglas: FTIN), es un número único de nueve dígitos asignado por el Servicio de Impuestos Internos (IRS) a entidades comerciales que operan en los Estados Unidos para fines de identificación. Cuando el número se utiliza para identificación en lugar de para la declaración de impuestos sobre la nómina, generalmente se lo denomina Número de Identificación del Contribuyente (TIN). Cuando se utiliza para declarar impuestos sobre la nómina, generalmente se lo denomina EIN. Estos números se utilizan para la administración tributaria y no deben usarse para ningún otro propósito. Por ejemplo, un EIN no debe utilizarse en subastas o ventas de gravámenes fiscales, loterías ni para ningún otro fin no relacionado con la administración tributaria.

## Comparación con los números de Seguro Social
Un Número de Seguro Social (SSN) es un número de nueve dígitos asignado a ciudadanos de los Estados Unidos y residentes permanentes. Lo utiliza el gobierno de EE. UU. para realizar un seguimiento de sus ingresos, impuestos y empleo, así como de su elegibilidad para ciertos beneficios sociales después de la jubilación. Los SSN se consideran información confidencial y pueden usarse para perpetrar el robo de identidad, por lo que solo se comparten en situaciones limitadas, por ejemplo, con empleadores, entidades gubernamentales, agencias de seguros y bancos. Los SSN se pueden validar en cuanto a origen y estado/año de emisión.
El EIN tiene un propósito administrativo similar al del SSN, pero para una entidad comercial y no para una persona individual. En algunos casos, como una empresa unipersonal, se puede utilizar un SSN como identificación fiscal comercial sin solicitar un EIN por separado, pero para contratar empleados o establecer crédito comercial, se requiere un EIN. A diferencia de un SSN, un EIN no se considera información confidencial y muchas empresas lo distribuyen gratuitamente a través de publicaciones e Internet.

## Formato EIN
El sistema EIN fue creado por el IRS en 1974 mediante Decisión del Tesoro (TD) 7306, 39 Fed. Reg. 9946. La autoridad para los EIN se deriva de 26 USC 6011(b), que exige la identificación del contribuyente a efectos del pago de los impuestos sobre la nómina. La disposición se promulgó por primera vez como parte de la revisión del Código Tributario en 1954. Esta autoridad se amplió en 1961 por 26 USC 6109. Un EIN generalmente se escribe en el formulario 00-0000000, mientras que un Número de Seguro Social generalmente se escribe en el formulario 000-00-0000 para diferenciar entre los dos. Hay decodificadores de EIN en la web que pueden identificar en qué estado la empresa registró el EIN.
Una empresa necesita un EIN para pagar a los empleados y presentar declaraciones de impuestos comerciales, así como para abrir cuentas corporativas en instituciones financieras como bancos, cooperativas de crédito y casas de bolsa. Para ser considerada una sociedad, LLC (Limited Liability Company, Compañía de Responsabilidad Limitada), corporación, corporación S, organización sin fines de lucro, etc., una empresa debe obtener un EIN. Esto se aplica a empresas sin ingresos, que no están exentas de presentar declaraciones de impuestos federales sobre la renta.
Antes de 2001, los primeros dos dígitos de un EIN (el Prefijo EIN) indicaban que la empresa estaba ubicada en un área geográfica particular. En 2001, la asignación de EIN se centralizó en tres de los campus del IRS, aunque los 10 campus pueden asignar un EIN, si es necesario.
| Instalaciones                              | Código |
| ------------------------------------------ | --- |
| Andover, Massachusetts                     | 10, 12 |
| Atlanta                                    | 60, 67 |
| Austin                                     | 50, 53 |
| Brookhaven (Holtsville), New York          | 01, 02, 03, 04, 05, 06, 11, 13, 14, 16, 21, 22, 23, 25, 34, 51, 52, 54, 55, 56, 57, 58, 59, 65                         |
| Cincinnati                                 | 30, 32, 35, 36, 37, 38, 61                                                                                             |
| Fresno                                     | 15, 24 |
| Kansas City                                | 40, 44 |
| Memphis                                    | 94, 95 |
| Ogden, Utah                                | 80, 90 |
| Filadelfia                                 | 33, 39, 41, 42, 43, 48, 62, 63, 64, 66, 68, 71, 72, 73, 74, 75, 76, 77, 82, 83, 84, 85, 86, 87, 88, 91, 92, 93, 98, 99 |
| Internet                                   | 20, 26, 27, 45, 46, 47, 81                                                                                             |
| Agencia Federal de Pequeños Negocios (SBA) | 31 |

## Organizaciones exentas de impuestos, caritativas, sin fines de lucro y EIN
La emisión de un EIN a una organización sin fines de lucro no otorga automáticamente el estado de exención de impuestos del IRS, que debe obtenerse por separado. Cada capítulo de una organización nacional sin fines de lucro debe tener su propio EIN, pero la organización central puede solicitar una exención de impuestos grupal. El estado de exención de impuestos se puede buscar públicamente en el sitio web del IRS, lo que permite a cualquiera verificar el registro, el estado y los activos y pasivos de una entidad. Antes de donar dinero a una organización benéfica, es recomendable verificar el estado de exención de impuestos del Formulario 990 del IRS de la organización benéfica a través de la Búsqueda de organizaciones exentas de impuestos del IRS.
Antes de solicitar un EIN, siempre es preferible comprobar si la organización afectada se ha constituido legalmente o no. A casi todas las organizaciones que solicitan EIN se les puede revocar automáticamente su estado de exención de impuestos si no han presentado la declaración o notificación necesaria durante un período de tres años consecutivos. Dicho período de tres años comienza cuando la organización se constituye legalmente; Lo mejor es formar la organización legalmente antes de solicitar un EIN.

## Caducidad/cancelación del EIN
Los EIN no caducan. Una vez que se haya emitido un EIN a una entidad, nunca se volverá a emitir, aunque una empresa puede optar por cancelar o cambiar su EIN actual por motivos específicos. Los casos incluyen la compra o convertirse en una subsidiaria de otra empresa, o si hay cambios en la estructura de propiedad de la empresa, o si usted es una empresa unipersonal sujeta a procedimientos de quiebra. Si cambia su ubicación o nombre comercial, no necesita obtener un nuevo EIN, pero aun así tendrá que informar estos cambios al IRS. Puede informar un cambio de dirección comercial con un Formulario 8822-B del IRS. Si está cambiando su estructura comercial, puede presentar un Formulario 8832 del IRS.
Un nuevo EIN asignado a su empresa reemplazará automáticamente su antiguo EIN, y el antiguo EIN quedará inactivo y no se volverá a emitir. Asimismo, si disuelve su negocio, el EIN quedará inactivo, cerrando su cuenta con el IRS. No hay forma de cancelar o eliminar un EIN, ya que es un número de identificación federal permanente del contribuyente una vez asignado.